# Генералплан Ост
Генералплан Ост („главни план Исток“) је био тајни нацистички план за колонизацију источне Европе. Овај план је подразумевао спровођење геноцида и етничког чишћења на територијама које је Немачка окупирала у источној Европи током Другог светског рата. План је сачињен између 1939. и 1942. и био је део нацистичког покрета Лебенсраум и спровођење политике Продора на исток, која је сама била део ширег плана за успостављање Новог поретка.